# Bryan Teixeira
Bryan Alberto Silva Teixeira Jr. (ur. 1 września 2000 w Savigny-le-Temple) – kabowerdeński piłkarz grający na pozycji skrzydłowego w klubie 1. FC Magdeburg, do którego jest wypożyczony ze Sturm Grazu oraz reprezentacji Republiki Zielonego Przylądka.

## Kariera
Teixeira jest wychowankiem Clermont Foot 63. W dorosłej drużynie wystąpił jednak tylko w jednym meczu ligowym. Był wielokrotnie wypożyczany, m.in. do Austria Lustenau, z którym wygrał drugą ligę austriacką w sezonie 2021-22. Potem na stałe przeniósł się do tego klubu. W 2023 został zawodnikiem Sturm Grazu. W lutym 2024 wypożyczony go do 1. FC Magdeburg.
W reprezentacji Republiki Zielonego Przylądka 11 czerwca 2022 w meczu z Ekwadorem. Został powołany na Puchar Narodów Afryki 2023, gdzie zdobył przeciwko Egiptowi pierwszą bramkę w kadrze.